# Ibn al-Jatib

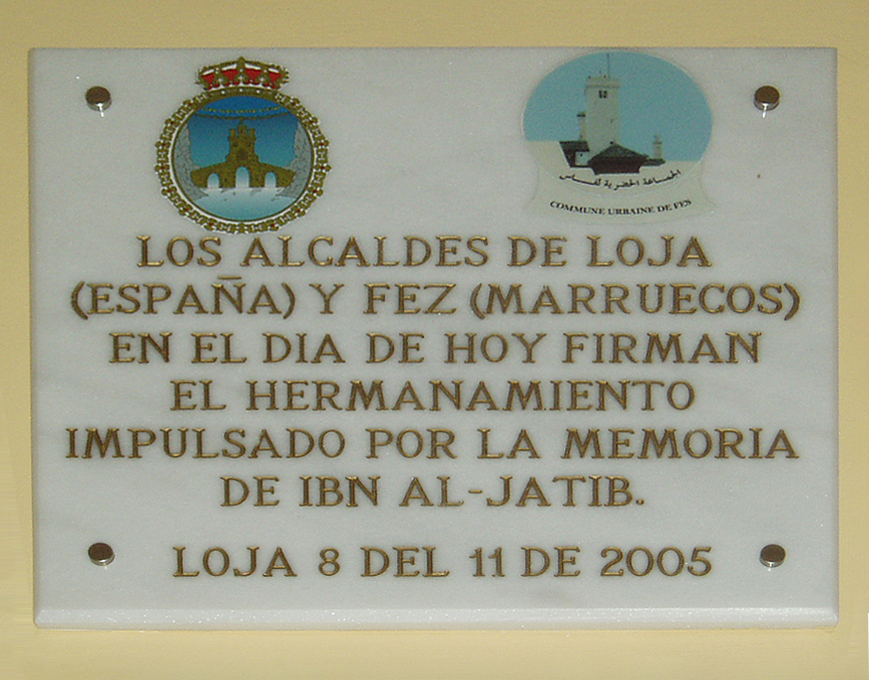
Placa en el ayuntamiento de Loja, Granada, ciudad hermanada con Fez.

Lisan al-Din ibn al-Jatib (en árabe: لسان الدين بن الخطيب‎) (Ebn Aljathib) o Muhammad ibn Abd Allah ibn Said ibn Ali ibn Ahmad al-Salmani (Loja, 15 de noviembre de 1313 - Fez, 1374), también conocido como Lisaneddín, fue un poeta, escritor, historiador, filósofo y político granadino, además del visir y primer ministro de los emires Yusuf I y Muhammad V de Granada. Algunos de sus poemas decoran las paredes de la Alhambra, en Granada.

## Biografía
Ibn al-Jatib (Ebn Aljathib) nació, según el calendario islámico, el 25 del mes de rayab del año 713 de la hégira. También se le conoció con el nombre de Lisaneddín o «lengua de la religión», sin duda debido a su mucha elocuencia o elegancia de estilo. El linaje principal de su familia pertenecía a una estirpe de árabes sirios llamada los Banu Wazir, que después cambiaron su nombre en el de Banu Jatib o «descendientes del Predicador» y que, habiendo pasado a al-Ándalus, se establecieron en la ciudad de Loja, de donde se trasladaron a Córdoba, después a Toledo, y por último su padre se instaló en Granada. La casa de los Banu Jatib alcanzó éxitos sociales, riquezas y grandes propiedades. Su abuelo Saíd fue caíd, general de caballería, y su padre Abdallah, literato y gobernador de Granada. Fue un joven aventajado, su educación fue dirigida por los doctores más sabios de su tiempo en teología y derecho, filosofía, matemáticas y medicina, sobresaliendo principalmente en los estudios históricos y en los políticos. Desde su primera juventud, probó graves contratiempos por haber caído su padre Abdallah en desgracia con el rey de Granada, que lo era a la sazón Mohámmed IV.

### Reinado de Yusuf I
Una fecha determinante en su vida fue la batalla del Salado el 30 de octubre de 1340, donde las tropas del sultán Yusuf I sufrieron una gran derrota y donde fallecieron el padre y el hermano mayor de al-Jatib. Durante el gobierno de Yusuf I (r. 1333-1354) pasó de aprendiz de la cancillería a secretario particular, acompañando al monarca en su viaje por los territorios orientales como Almería, donde escribió la obra Aparición de la imagen soñada, viaje de invierno y de verano.
Durante una epidemia de peste que azotó a la península ibérica en 1348, enunció por primera vez la noción de contagio y recomendó aislar a los enfermos y destruir sus sábanas. Describió con rigor el desarrollo y la propagación de una epidemia. El fallecimiento de su maestro Ibn al-Yayyab en 1349 cuando esta epidemia de peste negra estaba en pleno apogeo y la caída en desgracia del primer ministro Ridwan hicieron que ascendiera en el escalafón político como jefe de la secretaría real, ministro y el mando militar. Según el propio al-Jatib, «cuando murió mi maestro Ibn al-Yayyab, Yusuf I me ciñó con el cargo de visir, me dobló el sueldo, y me adjuntó también el desempeño de la jefatura general del ejército». El 19 de octubre de 1354 Yusuf I fue asesinado y, aunque el poderoso Ridwan fue restaurado como primer ministro, al-Jatib se mantuvo en todos sus cargos tras la proclamación de Muhammad V.

### Reinado de Muhammad V
A pesar de que al-Jatib amasó una gran fortuna por todos sus cargos, a finales de agosto de 1359 se produjo un golpe de Estado por parte de Ismaíl II, tío del emir, el monarca huyó a Guadix, el primer ministro Ridwan fue asesinado y al-Jatib fue encarcelado y se le confiscaron todos sus bienes. Gracias a las gestiones de su amigo Ibn Marzuq, secretario del sultán meriní Abu Salim, fue liberado y, en vez de compartir destierro con el depuesto emir, se instaló en Salé y viajó por todo el Magreb.
Muhammad V consiguió recuperar el trono granadino en 1362 y, a pesar de los recelos entre el emir y al-Jatib por su regreso del exilio, decidió seguir confiando en él por sus grandes habilidades como político y diplomático. Cansado de las intrigas palaciegas e incluso de las acusaciones de traición hacia su persona, incluso por su propio alumno Ibn Zamrak, al-Jatib decidió abandonar el reino con la excusa de vigilar las fronteras occidental y cruzó hacia el Magreb. El político mandó una misiva a Muhammad V explicándole los motivos por los que huía del emirato, aunque el monarca se enfureció, especialmente por la política de acoso de Ibn Zamrak y al-Nubahi.
Finalmente, debido a las cortes tanto granadina como meriní, al-Jatib fue arrestado y encarcelado en una prisión de Fez, donde fue torturado y asesinado estrangulado en otoño de 1374 cuando tenía sesenta y un años. Su amigo Ibn Jaldún relata que, tras su asesinato, fue enterrado en el cementerio de la puerta del Quemado y, al día siguiente, había sido exhumado y su cadáver quemado, donde se expuso durante dos días hasta que volvió a ser inhumado. Por esta horrible muerte se le conoció como du al-mitatayn, «el de las dos muertes».

## Obras
Sus más de setenta obras, que abarcan materias muy diversas, pueden dividirse en las siguientes categorías: antologías (Al-Katiba al-Kamina - "El escuadrón al acecho", Kitab al-sihr wa-l-shi‘r - "Libro de magia y de poesía"), ascética y sufismo (Istinzal al-lutf - "Invocación de la gracia", Rawdat al-ta‘rif bi-l-hubb al-sharif - "Jardín de la definición del amor supremo"), derecho, género biográfico (Al-Ihata fi ta’rij Garnata o, abreviadamente, Ihata - La información completa acerca de la historia de Granada, al-Iklil al-zahir - "La diadema resplandeciente"), género epistolar, geografía y viajes (Jatrat al-tayf, Mi‘yar al-ijtiyar), historia (A`mal al-a`lam - "Gestas de los hombres", Al-lamha al-badriya - "El resplandor de la luna llena", acerca de la dinastía nazarí), medicina (Kitab al-wusul y un tratado sobre la peste, Muqni'at al-sā'il 'an al-maraḍ al-hā'il), política, poesía, etcétera. Escribió gran parte de sus libros en medio de crisis de insomnio, por lo que fue llamado Dhu l-‘umrayn o "el de las dos vidas", ya que mientras los demás dormían, él se mantenía despierto, de forma que vivía también de noche. En 1369, escribió una autobiografía.

## En la cultura popular
En 2022 se estrenó la película documental Los constructores de la Alhambra, dirigida por Isabel Fernández, en la que el actor Amr Waked interpreta el papel de Ibn al-Jatib. La película muestra el papel que jugó el visir en la creación de los Palacios nazaríes de Granada a partir de los textos de sus crónicas.

## Nota
- Algunos autores señalan que su familia era de origen yemení. Janine Sourdel, Dominique Sourdel, Dictionnaire historique de l'islam, p.370.